# 북포흐얀마 지역

북포흐얀마 지역의 문장

북포흐얀마 지역의 위치

북포흐얀마 지역(핀란드어: Pohjois-Pohjanmaa, 스웨덴어: Norra Österbotten)은 핀란드를 구성하는 지역 가운데 하나로, 중심 도시는 오울루이며 면적은 37,120km2, 인구는 384,900명이다. 라피 지역, 카이누 지역, 북사보 지역, 중앙수오미 지역, 중앙포흐얀마 지역과 접하며 34개 지방 자치체를 관할한다.